# Teatro Helena Modrzejewska
Il teatro Helena Modrzejewska, noto anche come teatro di Legnica, è un teatro pubblico polacco, situato in un edificio costruito nella metà del XIX secolo a Legnica. Nel 1991 è stato iscritto nel registro di monumenti (n.: 590/963/L del 17/06/1991).

## Periodo senza compagnia stabile
L'edificio del teatro di Legnica venne disegnato dall'architetto Carl Ferdinand Langhans jr.,che costruiì anche il teatro d'opera di Breslavia. Il teatro fu eretto al posto del precedente mercato di tessuti. Il Palazzo Strozzi di Firenze era il prototipo di costruzione. La prima stagione teatrale venne inaugurata il 25 dicembre 1842 con un allestimento dell'opera dell'austriaco Friedrich Halm “Il figlio del deserto” (Der Sohn der Wildnis). Gli spettacoli successivi suscitavano un tale movimento che vennero mandati i soldati della guarnigione locale per mantenere l'ordine, il che non impedì battibecchi e atti vandalici come la rottura di finestre.
Il teatro non ha avuto una compagnia stabile per quasi tutti i primi cento anni, pertanto offriva rappresentazioni di troupe ospiti e l'attività di vari impresari. Si allestivano sia spettacoli teatrali sia quelli d'opera e operette.
Negli anni 1891-1893 l'edificio venne adattato alle regole antincendio; si costruirono, tra l'altro, delle uscite d'emergenza e si impiantò un sipario di ferro. Un'altra modernizzazione fu eseguita negli anni 1938-1939.

## Teatro multi-genere
Nel 1933 il teatro di Legnica divenne un teatro multi-genere fisso, diretto da un intendente: negli anni 1939-1943, l'intendente fu Richard Rückert. In quel periodo si mettevano in scena sia farse di poco valore e operette, che drammi seri e opere, ad esempio di Richard Wagner. Tra i testi drammatici non mancavano dunque né opere naziste, né drammi classici tedeschi (di Goethe, Schiller, Lessing), né testi moderni (e.g. di Hauptmann). La stagione di teatro e opera finì nel settembre del 1944, quando la maggioranza degli attori fu chiamata alle armi al culmine della Seconda Guerra Mondiale.

## Dopo la Seconda guerra mondiale

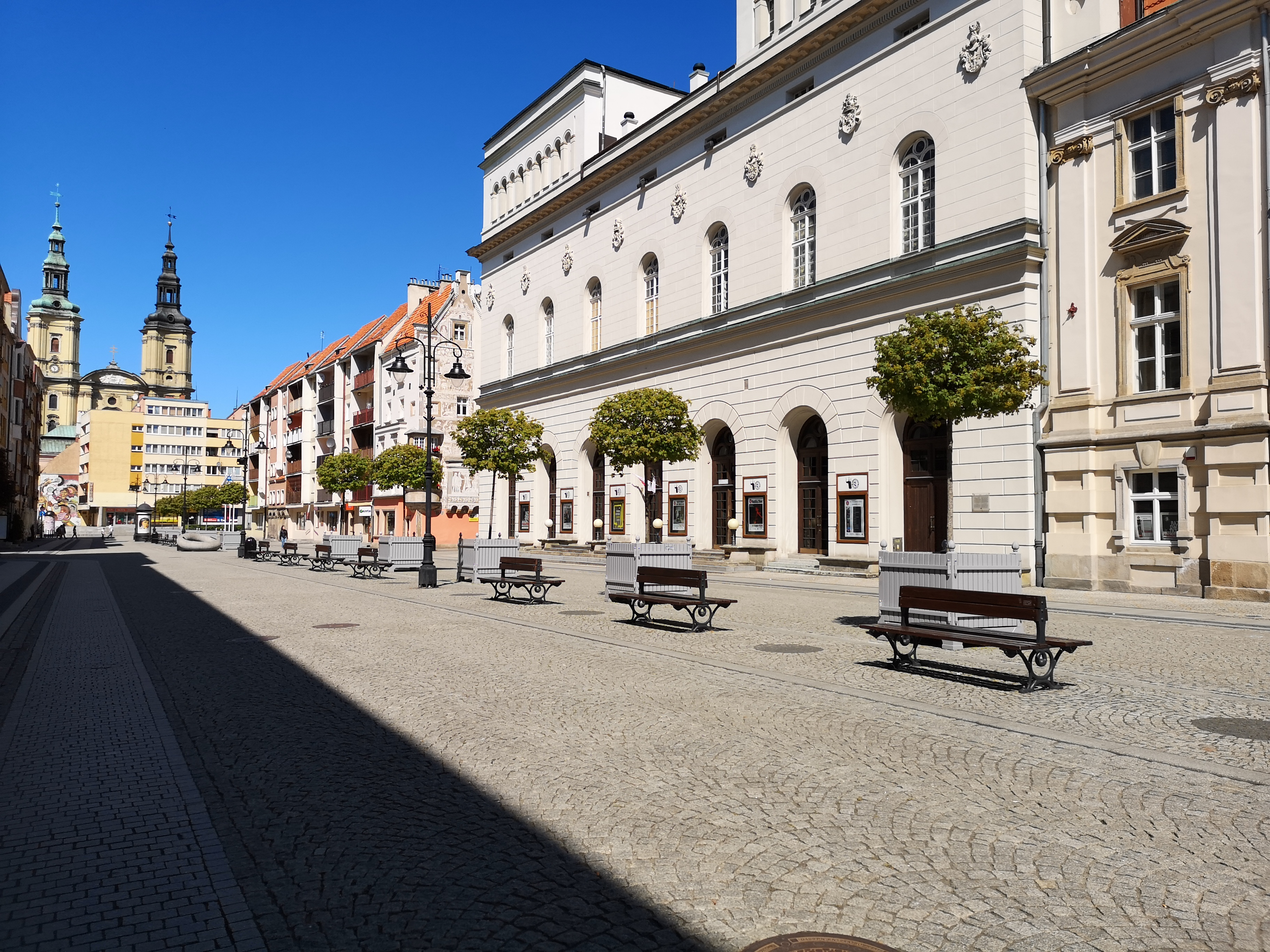
Teatro intitolato a Helena Modrzejewska a Legnica

Subito dopo la Seconda guerra mondiale, l'edificio fu saccheggiato dai soldati dell'Armata Rossa. Fino al 1964, il teatro fu reso disponibile solo per Armata Rossa.
Nel 1964, l'edificio fu restituito alle autorità polacche non prima di essere stato privato di tutte le attrezzature e l'arredamento, compresi il sipario e l'impianto di riscaldamento.
Creato il voivodato di Legnica, le autorità del partito locali ebbero l'ambizione di ristrutturare il teatro di Legnica. Dopo aver raccolto i fondi necessari, si intrapresero lavori edilizi, durante i quali fu distrutto lo storico interno in stile neoclassico. La facciata fu dipinta solo la notte prima dell'inaugurazione ufficiale, approfittando delle scale di pompieri portate su ordine del voivoda. L'inaugurazione del 27 novembre 1977 venne accompagnata dalla prima rappresentazione di Lato w Nohant (“L'estate a Nohant”) di Jarosław Iwaszkiewicz, diretta da Józef Wyszomirski.

## Il teatro oggi
Il teatro pubblico, riaperto nel 1977, fino al 1991 veniva chiamato ufficialmente Teatro Drammatico (Teatr Dramatyczny); poi, una volta unito con il Centro di Cultura del voivodato e con la Galleria d'Arte, fu denominato Centro d'Arte - Teatro Drammatico (Centrum Sztuki - Teatr Dramatyczny). Dal 1999 è intitolato a Helena Modjeska, un'attrice polacca.
Il teatro partecipa ai festival e rassegne più importanti per il paese, durante i quali vince premi prestigiosi (e.g. il concorso per la Messinscena di uno Spettacolo Contemporaneo Polacco, Festival della Regia “Interpretazioni” a Katowice, Shakespeare Festival a Danzica ecc.); gli spettacoli vengono diffusi anche all'estero (Repubblica Ceca, Germania, Gran Bretagna, Slovacchia, Slovenia, Russia e USA nel 2009, Argentina nel 2013, Turchia nel 2014).
La missione del teatro di Legnica consiste in una rappresentazione di “storie vere in luoghi autentici”, e.g. in una vecchia fabbrica oppure in un edificio di cinema distrutto. Le storie si riferiscono spesso a Legnica, consolidando in questo modo l'identità locale. Tra gli spettacoli più rilevanti ci sono: Ballada o Zakaczawiu (“La Ballata di Zakaczawie”, 2000, adattamento televisivo del 2002), Wschody i Zachody Miasta (“Le albe a i tramonti della città”, 2003, adattamento televisivo del 2005), Made in Poland (2004, adattamento TV 2005), Otello (2006), Łemko (2007), III Furie (2011, adattamento TV del 2012), Orkiestra (“Orchestra”, 2011, adattamento televisivo del 2013).
Il teatro ha organizzato il Festival Internazionale del Teatro „Miasto” (“Città”, nel 2007 e 2009), che aveva come palcoscenico le zone fatiscenti di Legnica, nonché ha co-organizzato il “Festival del Teatro Non-Male” (Festiwal Teatru Nie-Złego, nel 2011 e 2012). Per il teatro di Modrzejewska lavorano ad esempio i seguenti registi: Jacek Głomb, Lech Raczak, Piotr Cieplak, Paweł Kamza, Ondrej Spišák, Przemysław Wojcieszek.
Il 14 novembre 2017 il teatro è stato insignito della Medaglia Gloria Artis d'argento per i Benemeriti per la Cultura.